# Cyanoborohydrure de sodium
Le cyanoborohydrure de sodium  (NaBH3(CN)) est un composé chimique utilisé comme agent de réduction en synthèse organique. 

## Utilisation
Le cyanoborohydrure de sodium est un réducteur doux, qui réduit sélectivement les imines en présence d'aldéhydes ou de cétones.
Il est largement employé pour les réactions d'amination réductrice. 

## Stabilité
Ce réactif, en raison du caractère électroattracteur du groupement CN lié au bore, est suffisamment stable en présence d'eau pour réaliser facilement des réactions d'amination réductrice en solution aqueuse. NaBH3CN est incompatible avec un chauffage excessif, les oxydants forts et les acides forts. En présence de ces derniers, de l'acide cyanhydrique, un gaz mortel, est libéré.